# رابرت کوبیکا
رابرت یوزف کوبیتسا (انگلیسی: Robert Józef Kubica؛ زاده ۷ دسامبر ۱۹۸۴) یک راننده فرمول یک اهل لهستان است.

## فرمول یک

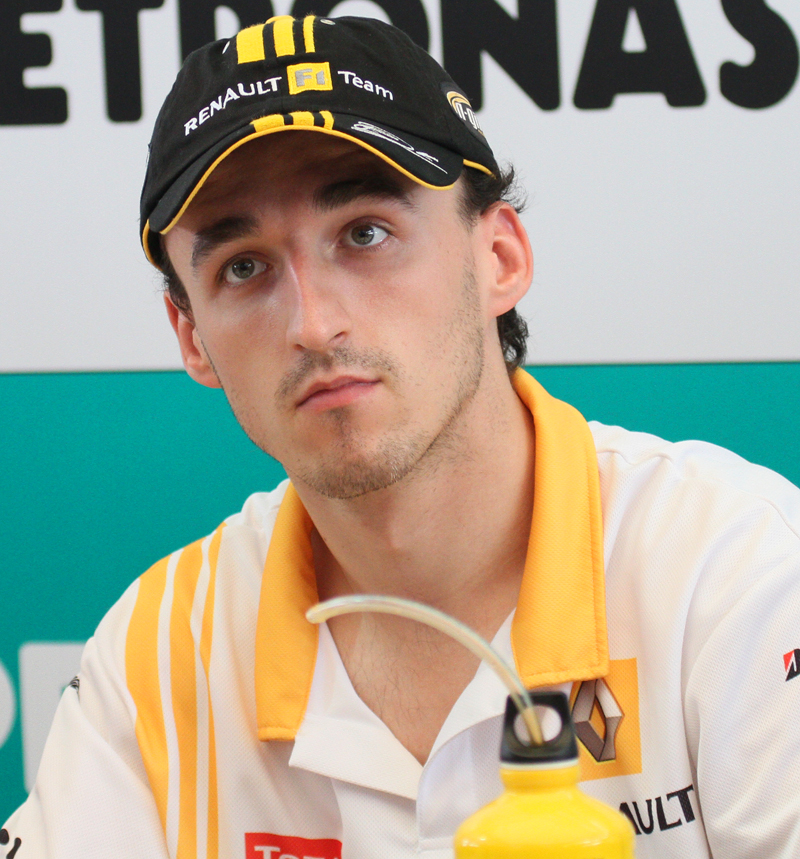
کوبیتسا در ۲۰۱۰

او اولین راننده لهستانی ای بود که در فرمول یک مسابقه می داد. کوبیتسا بین سال های 2006 تا 2009 برای تیم بی ام و – سائوبر رانندگی کرد. در ژوئن 2008 کوبیتسا اولین بردش را در کانادا به دست‌آورد و تبدیل به اولین راننده لهستانی ای شد که در فرمول یک برنده شده است. کوبیتسا در سال های 2010 و 2011 برای رنو رانندگی کرد و پیش قراردادی را با فراری امضا کرده بود تا به این تیم بپیوندد ولی تصادفش در رالی و در زمستان 2011 باعث شد که همه چیز خراب شود و این انتقال نیز صورت نپذیرد.
کوبیتسا در 2018 به عنوان راننده تست ویلیامز مشغول به فعالیت شد. او در تست هایی نیز برای رنو رانندگی کرد تا سرانجام در پایان فصل 2018 اعلام شود که کوبیتسا یکی از صندلی های ویلیامز برای 2019 را به دست آورده است.